# Great Ocean Walk

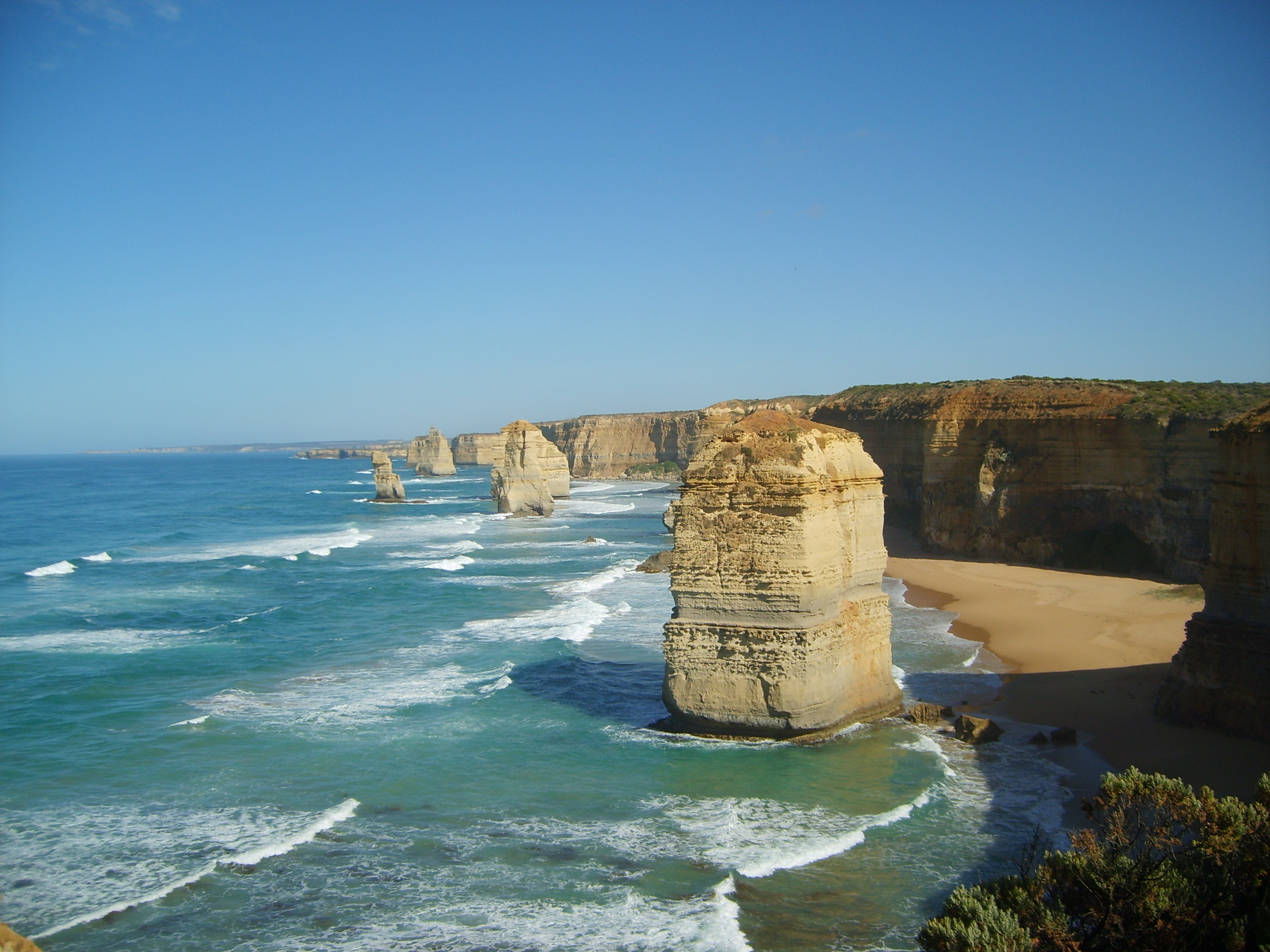
Blick auf die Twelve Apostles

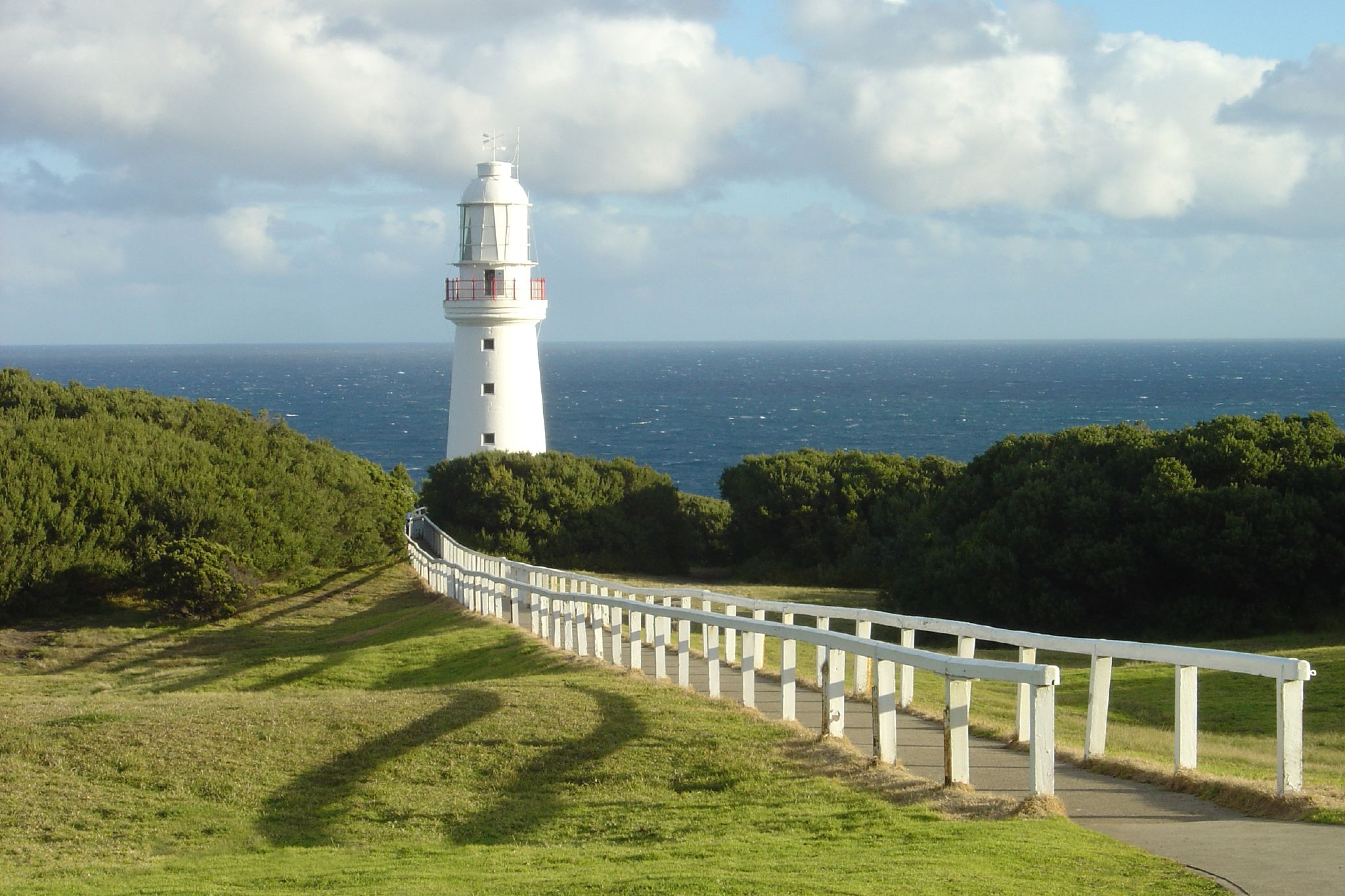
Das Cape Otway Lighthouse in der Nähe des Weges

Der Great Ocean Walk ist ein Wanderweg in Victoria in Australien. Der Weg verläuft entlang der Küstenlinie in unmittelbarer Nähe der Great Ocean Road. Dabei führt er durch ein Gebiet, das durch eine steile und verwitterte Küste aus Kalk- und Sandstein, Felsenklippen und großartige Ausblicken auf die Bass Strait und den Südlichen Ozean geprägt ist.  

## Weg
Der Wanderweg beginnt 200 Kilometer südwestlich von Melbourne und erstreckt sich auf einer Länge von 104 Kilometer von Apollo Bay bis nach Glenample Homestead, in der Nähe der Twelve Apostles. In seinem Verlauf führt der Weg durch den Otway-Nationalpark. Alle zehn bis 15 Kilometer sind Übernachtungsmöglichkeiten eingerichtet, die man als Wanderer allerdings vorreservieren sollte. Es werden auch geführte Wanderungen angeboten.
Der Weg ist nicht immer von der Great Ocean Road einsehbar und ist zwischen der Apollo Bay bis zum Cape Otway einfach und wird aber später ab der Querung von Ryans Dan schwieriger. Zu beachten ist auch, dass die Wasserlinie einem Tidenhub unterliegt. 
Es gibt sieben Camps Elliot Ridge, Blanket Bay, Cape Otway, Aire River, Johanna Beach, Ryans Den und Devils Kitchen. Blanket Bay, Parker Hill, Aire River und Johanna Beach sind auch mit Fahrzeugen erreichbar.
Am Blanket Bay und Parker Inlet gibt es Desinfektionsstationen gegen die Verbreitung von Phytophthora cinnamomi.  Wanderwege können geschlossen sein, um die empfindlichen Sanddünen und historische Stätten zu schützen. Gesperrt werden auch Gebiete, die mit indigenen Pflanzen rekultiviert werden.

## Wegebau
Die Idee zum Bau des Great Ocean Walk entstand 1974. und wurde in den frühen 1990er Jahren wieder aufgenommen. Die Planungen begannen 1994, mit dem Bau wurde 2001 begonnen und schließlich 2006 fertiggestellt und eröffnet. Park Victoria investierte für den 91 Kilometer langen Abschnitt zwischen Apollo Bay und Glenample AUD 2.3 Millionen. Der bereits vorhandene 25 Kilometer lange Weg wurde händisch instand gesetzt. Bei der Planung und beim Bau der Wege wurde größter Wert auf einen möglichst geringen Eingriff in die Natur gelegt. Die Stufen wurden aus lokalen und importierten Natursteinen gebaut; dies geschah nur in steilem Gelände und der Einbau und die Anlage der Treppen erfolgte mit geringem Maschineneinsatz, um die Natur zu schonen. Steinbrücken und eine einzige Holzbrücke wurden zur Überwindung von Wasserflächen gebaut.
2009 wurde ein 10 Kilometer langer Weg von Moonlight Head zum Touristenzentrum der Twelve Apostles angelegt.